# 大蜈蚣
《大蜈蚣》是雅达利开发的清版射击游戏，1981年6月发行。游戏由多纳·贝利和艾德·罗格设计。这是街机游戏黄金时代最叫座的游戏之一。游戏中，玩家需要和蜈蚣、蜘蛛、蝎子和跳蚤等昆蟲和動物作战。